# Rozdroże do Parzychwostu

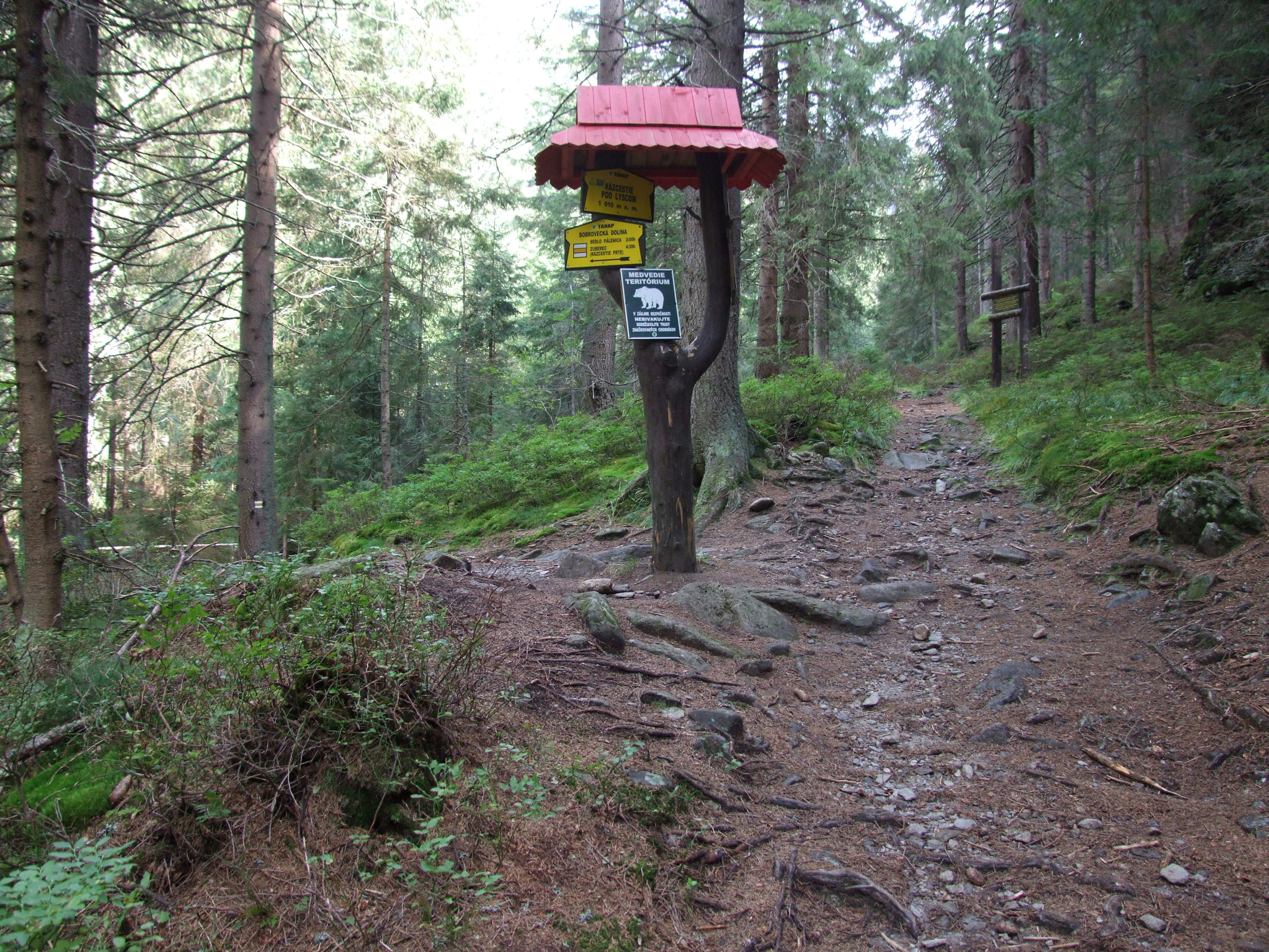
Rozdroże pod Łyścem

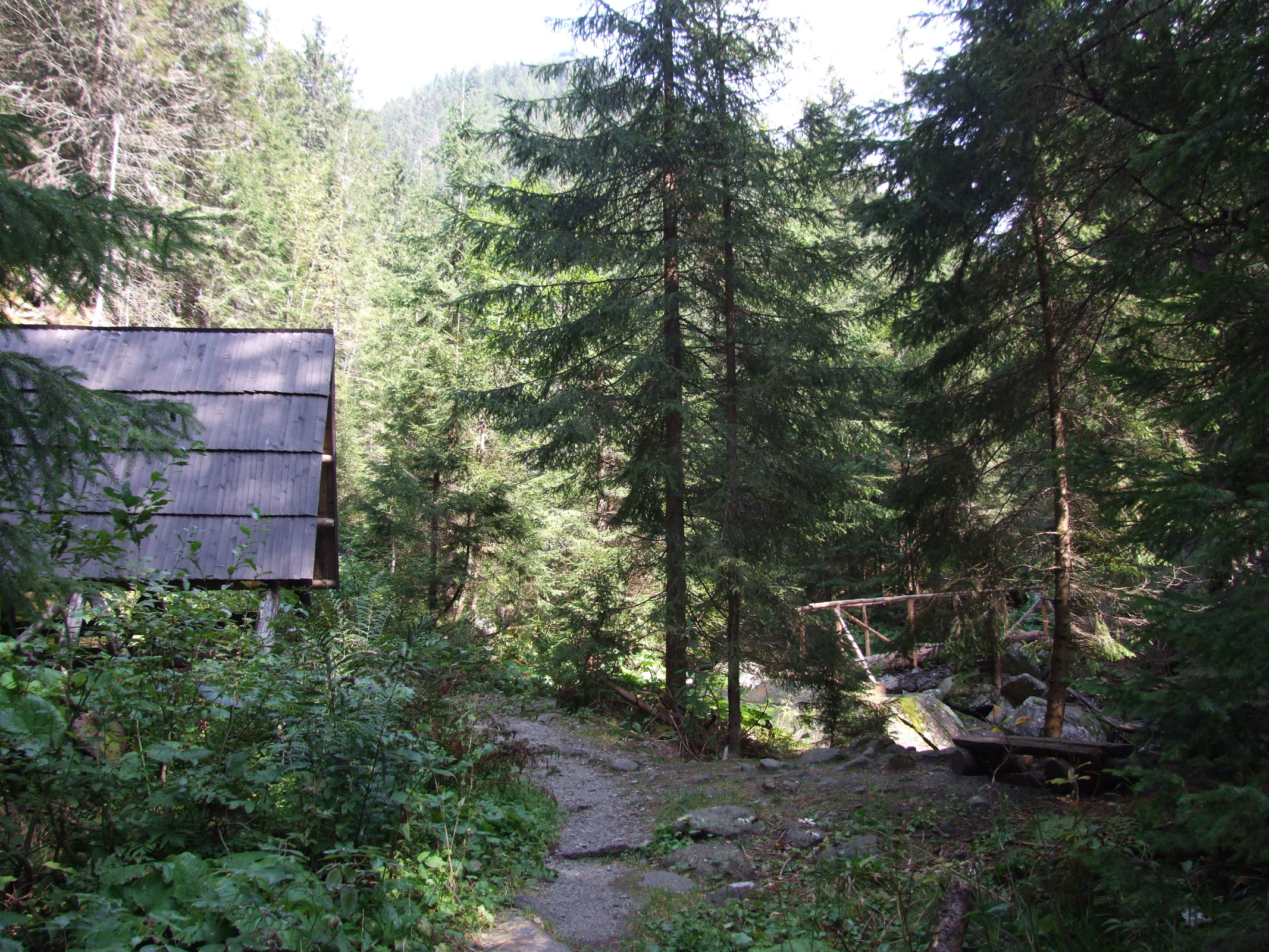
Wiata przy rozdrożu pod Łyścem

Rozdroże do Parzychwostu lub rozdroże pod Łyścem – rozdroże szlaków turystycznych w Dolinie Jałowieckiej w słowackich Tatrach Zachodnich. Znajduje się na wysokości 1010 m n.p.m. u południowych podnóży Małego Łyśca, w miejscu, w którym Dolina Jałowiecka rozgałęzia się na dwie główne odnogi: zachodnią Dolinę Bobrowiecką i wschodnią dolinę Parzychwost. Pierwsza nazwa jest tłumaczeniem ze słowackiej nazwy podanej na polskiej mapie (Rázcestie do Parichvostu), druga tłumaczeniem nazwy podanej na słowackich tabliczkach szlaków turystycznych (Rázcestie pod Lyscom) i na słowackiej mapie (Pod Lyscom). Rozdroże szlaków znajduje się w lesie, po wschodniej stronie Jałowieckiego Potoku, dość wysoko nad doliną potoku Parzychwost. Natomiast po zachodniej stronie Jałowieckiego Potoku znajduje się wiata. Wędrując Doliną Jałowiecką na Palenicę, przy rozdrożu pod Łyścem trzykrotnie mostkami przekracza się wszystkie trzy potoki.

## Szlaki turystyczne
– żółty: Jałowiec – rozdroże pod Tokarnią – Przesieka – rozdroże do Parzychwostu – Palenica. 4:40 h, ↓ 3:50 h
  – zielony: rozdroże do Parzychwostu – Praszywe – Dolina Głęboka – Pośrednia Salatyńska Przełęcz. Czas przejścia: 2:30 h, ↓ 2:10 h
  – niebieski: rozdroże do Parzychwostu – Praszywe – dolina Parzychwost – Banikowska Przełęcz. Czas przejścia: 2:30 h, ↓ 2 h